# نیکلای کوستوف
نیکلای کوستوف (بلغاری: Николай Костов؛ زادهٔ ۲ ژوئیهٔ ۱۹۶۳) بازیکن سابق و مربی فوتبال اهل بلغارستان است.
از باشگاه‌هایی که در آن بازی کرده‌است می‌توان به باشگاه فوتبال بوتو پلوودیو، باشگاه فوتبال لفسکی صوفیه، و باشگاه فوتبال آنورتوسیس فاماگوستا اشاره کرد.